# Aéroport international de Kerman
Pour les articles homonymes, voir KER.
L’aéroport international Ayatollah Hachemi Rafsandjani (code IATA : KER • code OACI : OIKK) , anciennement connu sous le nom d’Aéroport international de Kerman, est un aéroport desservant Kerman, en Iran. L’aéroport est utilisé à des fins de formation dans les domaines commercial, de l’aviation générale et militaire. Les vols commerciaux ont commencé en 1970. 
Le 10 juin 2017, l'aéroport a été rebaptisé en son nom actuel en l'honneur de l'ancien président Hachemi Rafsandjani, natif de Kerman. 
Le centre de simulation et le centre de formation d'équipage de conduite de Mahan Air sont situés à l'aéroport de Kerman. C'est également la principale plaque tournante du Bootia-Mahan Aviation College  à des fins de formation de pilote professionnel dans le cadre du programme de pilotage des cadets de Mahan Air . 

## Situation
| Sārī Dasht-é Naz Golfe · persique Téhéran-MehrabadTéh.-Mehrabad Mechhed Téhéran-KhomeiniTéh.-Khomeini Chiraz Kish Ahvaz Ispahan Tabriz Bandar · Abbas Kerman Yazid Abadan Kermanchah Zahedan Bouchehr Qechm Ourmieh Racht Birjand Chabahar Lamerd |

## Compagnies aériennes et destinations
| Compagnies           | Destinations |
| -------------------- | --- |
| Iran Air             | Bandar Abbas, Ispahan-S. Beheshti, Téhéran-Mehrabad, Tabriz, Zahedan En saison : Bagdad, Médine-Prince M. Bin Abdulaziz, Nadjaf                                                          |
| Iran Aseman Airlines | Chiraz-Shahid Dastghaib |
| Iraqi Airways        | Bagdad, Nadjaf |
| Kish Air             | Île de Kish |
| Mahan Air            | Ahvaz, Dubaï, Iranshahr (en), Ispahan-S. Beheshti, Île de Kish, Mechhed-Shahid H. Nejad, Qechm, Sārī-Dasht é Naz, Chiraz-Shahid Dastghaib, Tabriz, Téhéran-Mehrabad, Zabol (en), Zahedan |

Édité le 05/10/2019

## Voir également
- Liste des aéroports en Iran
- Liste des aéroports les plus fréquentés en Iran